# Васильев, Владимир Георгиевич
Владимир Георгиевич Васильев (род. 1927) — советский хоккеист, защитник.
Выступал за ленинградские команды «Динамо» (1951/52 — 1953/54) и ОДО (1954/55), проведя в чемпионате СССР четыре сезона.